# Semyel Bissig
Semyel Bissig, né le 19 janvier 1998, est un  skieur alpin suisse et nidwaldien à l'aise dans toutes les disciplines.
Trois fois médaillé aux Mondiaux juniors.
En 2021, il est 2e de la Coupe d'Europe de géant et vice-champion de Suisse de géant.
Il est membre du cadre B de Swiss-Ski pour la saison 2021-2022.

## Biographie
En 2017 à Åre, il prend la 3e place des championnats du monde juniors de super G.
En 2018 à Davos, il est vice-champion du monde juniors du combiné et champion du monde par équipe avec la Suisse de l'épreuve par équipe.
En 2020, il termine à la 3e place du classement général de la Coupe d'Europe de combiné. En novembre il est vice-champion de Suisse de slalom géant à Arosa.
En février 2021, avec ses partenaires de l'équipe de Suisse (Wendy Holdener, Camille Rast et Sandro Simonet, il prend la 4e place des championnats du monde de slalom parallèle par équipe à Cortina d'Ampezzo.
En Coupe du monde 2021, il prend la 5e dans le slalom parallèle de Lech. Il prend aussi la 13e place du slalom géant d'Alta Badia. Il termine à la 2e place du classement général de la Coupe d'Europe 2021 de slalom géant, avec une victoire acquise en février à Folgaria.
Il se blesse en juillet 2021 (ligament croisé)[réf. nécessaire] et fait une saison blanche en 2021-2022.

## Palmarès

### Championnats du monde
| Édition / Epreuve                  | Team event |
| Mondiaux 2021 Cortina d'Ampezzo    | 4e         |
| Mondiaux 2023 Courchevel / Méribel | 5e         |

### Coupe du monde
- Première course : 12 novembre 2017, slalom de Levi, DNF1
- Premier top30 et premier top10 : 27 novembre 2020, parallèle de Zürs, 5ème
- Meilleur résultat : 5e, parallèle de Zürs, 27 novembre 2020
- Meilleur classement général : 75e en 2020-2021 avec 86 points
- Meilleur classement de slalom géant : 32e en 2020-2021 avec 41 points
- Meilleur classement de slalom parallèle : 5e en 2019-2020 avec 45 points
- Meilleur résultat sur une épreuve de Coupe du monde de slalom géant : 13e à Alta Badia le 20 décembre 2020
- 1 podium par équipes.

| Saison / Épreuve | Saison / Épreuve | Général | Général | Descente | Descente | Super G | Super G | Slalom géant | Slalom géant | Slalom | Slalom | Combiné | Combiné | Parallèle | Parallèle |
| ---------------- | ---------------- | ------- | ------- | -------- | -------- | ------- | ------- | ------------ | ------------ | ------ | ------ | ------- | ------- | --------- | --------- |
| Saison / Épreuve | Saison / Épreuve | Class.  | Points  | Class.   | Points   | Class.  | Points  | Class.       | Points       | Class. | Points | Class.  | Points  | Class.    | Points    |
| 2021             | 2021             | 75e     | 86      | -        | -        | -       | -       | 32e          | 41           | -      | -      | -       | -       | 5e        | 45        |
| 2023             | 2023             | 121e    | 20      | -        | -        | -       | -       | 42e          | 20           | -      | -      | -       | -       | -         | -         |

### Coupe d'Europe
- Première course : 28 janvier 2016, géant de Zuoz, DNQ2
- Premier top-30 : 5 décembre 2017, slalom de Fjätervålen, 21e
- Premier top-10 : 26 janvier 2018, slalom de Chamonix, 9e
- Premier podium et première victoire : 2 février 2021, géant de Folgaria
- 18 top10 dont 1 victoire
- Meilleur classement général : 14e en 2021
- Meilleur classement en géant : 2e en 2021

| Saison / Épreuve | Saison / Épreuve | Général | Général | Descente | Descente | Super G | Super G | Slalom géant | Slalom géant | Slalom | Slalom | Combiné | Combiné |
| ---------------- | ---------------- | ------- | ------- | -------- | -------- | ------- | ------- | ------------ | ------------ | ------ | ------ | ------- | ------- |
| Saison / Épreuve | Saison / Épreuve | Class.  | Points  | Class.   | Points   | Class.  | Points  | Class.       | Points       | Class. | Points | Class.  | Points  |
| 2018             | 2018             | 70e     | 120     | -        | -        | 48e     | 12      | -            | -            | 24e    | 108    | -       | -       |
| 2019             | 2019             | 201e    | 5       | -        | -        | -       | -       | 72e          | 2            | 82e    | 3      | -       | -       |
| 2020             | 2020             | 16e     | 299     | 19e      | 78       | 46e     | 18      | 20e          | 117          | -      | -      | 3e      | 86      |
| 2021             | 2021             | 14e     | 332     | 36e      | 31       | -       | -       | 2e           | 301          | -      | -      | -       | -       |
| 2023             | 2023             | 33e     | 233     | -        | -        | -       | -       | 8e           | 233          | -      | -      | -       | -       |

### Championnats du monde juniors
| Épreuve / Édition   | Descente | Super G | Slalom géant | Slalom  | Combiné | Team event |
| Mondiaux 2017 Åre   | 21e      | Bronze  | 18e          | Abandon | 4e      | -          |
| Mondiaux 2018 Davos | 4e       | 10e     | Abandon      | 5e      | Argent  | Or         |

### Championnats de Suisse
Vice-champion de Suisse de géant 2020